# Rosemarie Ackermann
Rosemarie Ackermann, född 4 april 1952 i Lohsa, Sachsen, som Rosemarie Witschas, är en inte längre aktiv tysk höjdhoppare.
Året 1976 vann hon som medlem i det östtyska laget höjdhoppstävlingen vid de Olympiska sommarspelen i Montréal. Hon var en av de sista höjdhoppare som hade framgångar med dykstilen.
Ackerman deltog även vid 1972 i München och 1980 i Moskva där hon nådde sjunde respektive fjärde plats.
Hennes första världsrekord kom den 3 juli 1976 då hon hoppade 1,96 meter och ett år senare nådde hon vid en tävling i Helsingfors 1,97 meter. Den 26 augusti 1977 hoppade hon vid ISTAF i Berlin som första kvinna över 2,00 meter. Samma år fick Ackermann av det internationella sportreportersällskapet (AIPS) utmärkelsen "Årets bästa idrottskvinna i världen". 